# Happy Man (佐野元春の曲)
「Happy Man」（ハッピーマン）は、佐野元春の8枚目のシングル。1982年8月25日にEPIC・ソニー（現：エピックレコードジャパン）からリリースされた。

## 概要
「Happy Man」は、アルバム『SOMEDAY』、カップリング曲の「マンハッタンブリッヂにたたずんで」は、ナイアガラ・トライアングル名義のアルバム『NIAGARA TRIANGLE Vol.2』からのシングルカットである。

## 収録曲
- 全作詞・作曲・編曲：佐野元春

1. Happy Man
2. マンハッタンブリッヂにたたずんで